# Marco Mendoza
Marco Mendoza (3 de mayo de 1963) es un músico de rock estadounidense que ha trabajado con un sinnúmero de artistas y bandas, entre las que destacan Bill Ward, Thin Lizzy, The Dead Daisies, Alias, Blue Murder, John Sykes, Neal Schon, David Coverdale, Black Star Riders, Ted Nugent y Lynch Mob. Destaca por su destreza en el bajo, aunque también es vocalista y toca la guitarra. Ha grabado cuatro discos solistas a la fecha.

## Discografía

### Solista
- Live for Tomorrow (2007)
- Casa Mendoza (2010)
- Viva la rock (2018)
- New Direction (2022)

### Otras colaboraciones
- 1990 Ward One: Along the Way (Bill Ward)
- 1992 Never Say Never (Alias)
- 1993 Nothin' but Trouble (Blue Murder)
- 1994 Screaming Blue Murder (Blue Murder)
- 1995 Real World (Tin Drum)
- 1995 Out of My Tree (John Sykes)
- 1996 Feels Good (Michael Ruff)
- 1996 Smashing! (Right Said Fred)
- 1996 Kissing Rain (Roch Voisine)
- 1997 Loveland (John Sykes)
- 1997 Sugar Cane (Rafael Aragón)
- 1997 20th Century (John Sykes)
- 1998 Date with the Devil's Daughter (Robert Williams)
- 1998 7 Deadly Zens (Tommy Shaw)
- 1998 Live in L.A. (Mendoza Heredia Neto)
- 2000 One Night Only (Thin Lizzy)
- 2000 Into the Light (David Coverdale)
- 2000 Nuclear Cowboy (John Sykes)
- 2001 Full Bluntal Nugity (Ted Nugent)
- 2002 Craveman (Ted Nugent)
- 2004 Mythology (Derek Sherinian)
- 2004 Bad Boy Live! (John Sykes)
- 2005 World Play (Soul SirkUS)
- 2006 Live... In the Still of the Night (Whitesnake)
- 2007 Are You Listening? (Dolores O'Riordan)
- 2009 Play My Game (Tim "Ripper" Owens)
- 2009 No Baggage (Dolores O'Riordan)
- 2009 Smoke and Mirrors (Lynch Mob)
- 2010 La Famiglia Superstar (La Famiglia Superstar)
- 2011 Brown Eyed soul (Steve Saluto)
- 2013 All Hell Breaks Loose (Black Star Riders)
- 2013 The Dead Daisies (The Dead Daisies)
- 2014 So U (Neal Schon)
- 2014 Kill The King  (WAMI)
- 2015 Revolución (The Dead Daisies)
- 2016 Make Some Noise (The Dead Daisies)